# Goldbeck
Goldbeck é um município da Alemanha, situado no distrito de Stendal, no estado de Saxônia-Anhalt. Tem 26,85 km² de área, e sua população em 2019 foi estimada em 1.389 habitantes.